# Saint-Priest (Creuse)
Saint-Priest è un comune francese di 177 abitanti situato nel dipartimento della Creuse nella regione della Nuova Aquitania.

## Società

### Evoluzione demografica
Abitanti censiti